# Eustrotia viridisquama
Eustrotia viridisquama är en fjärilsart som beskrevs av Achille Guenée 1852. Eustrotia viridisquama ingår i släktet Eustrotia och familjen nattflyn. Inga underarter finns listade i Catalogue of Life.